# Diana z Wersalu
Diana z Wersalu znana też jako Diana à la Biche, Diane Chasseresse ("Diana Łowczyni"), Artemida na polowaniu, lub Artemida z jeleniem – marmurowa rzeźba, przedstawia rzymską boginię łowów i przyrody Dianę z jeleniem – odpowiedniczkę greckiej Artemidy. Jest to rzymska kopia datowana na I, lub II wiek n.e. zaginionego dzieła przypisywanego greckiemu rzeźbiarzowi Leocharesowi, wykonanego około 325 r. p.n.e. Znajduje się w zbiorach paryskiego Luwru.

## Wygląd
Diana została tu ukazana jako myśliwa o smukłej figurze, której towarzyszy mały jeleń. Postać ukazano w akcji, spogląda w prawo (w kierunku upatrzonej zdobyczy, jelenia). Prawą rękę wyciąga strzałę z kołczanu. W lewej ręce trzymała łuk (zachowany fragmentarycznie pomiędzy rogami jelenia). Ubrana w dorycki chiton przepasany himationem, na nogach ma sandały.

## Historia
Figura została odkryta we Włoszech, pochodzi prawdopodobnie z Nemi, gdzie znajdowało się antyczne sanktuarium; albo z willi Hadriana w Tivoli. Następnie znajdowała się w zbiorach papieskich. Paweł IV podarował dzieło królowi Henrykowi II Walezemu. Dar ten miał być aluzją do kochanki króla, Diany de Poitiers. W późnych latach 50. XVI w. monarcha ustawił to dzieło pośrodku Jardin de la Reine (Ogrodu Królowych) położonym na zachód od Galerie des Cerfs na terenie zamku Fontainebleau. Dobór miejsca związany był z dobrą ekspozycją rzeźby, która uchodziła za pierwsze rzymskie dzieło tego typu sprowadzone do domeny królów francuskich. W roku 1602 Henryk IV przeniósł dzieło do Luwru, gdzie Diana została usytuowana w wzniesionej specjalnie dla tego dzieła galerii zwanej Salle des Antiques obecnie Salle des Caryatides (Sala Kariatyd).
Dla zamku Fontainebleau wykonano w 1605 brązową replikę, której autorem był Barthélemy Prieur. Ustawiono ją na manierystycznej fontannie, wykonanej przez Tommaso Franciniego, ozdobionej przez Pierre Briard brązowymi rzeźbami psów gończych i głowami jeleni. Fontannę umieszczono w ogrodach nieopodal oranżerii. Kolejna replika została wykonana w 1634 przez Huberta Le Sueur dla Karola I Stuarta, szwagra Ludwika XIII. Rzeźbiarz Guillaume Coustou wykonał w 1710 r. dla zamku Marly marmurową kopię oraz brązową, znajdującą się w paryskim Ogrodzie Luksemburskim.
Za panowania Ludwika XIV Diana została ulokowana w Grande Galerie w pałacu wersalskim, rezydencji Króla Słońce. Rzymska Diane Chasseresse powróciła do Luwru An VI Pierwszej Republiki (1798). W 1802, rzeźba została odrestaurowana przez Bernarda Lange. Podobne rzymskie repliki Diany z jeleniem znaleziono w Leptis Magna (Libia) i w Antalya (Turcja).

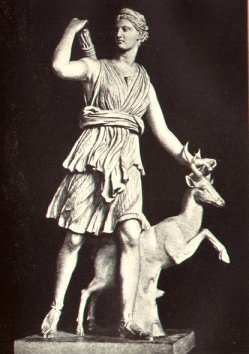
Diana w wersji czarno-białej
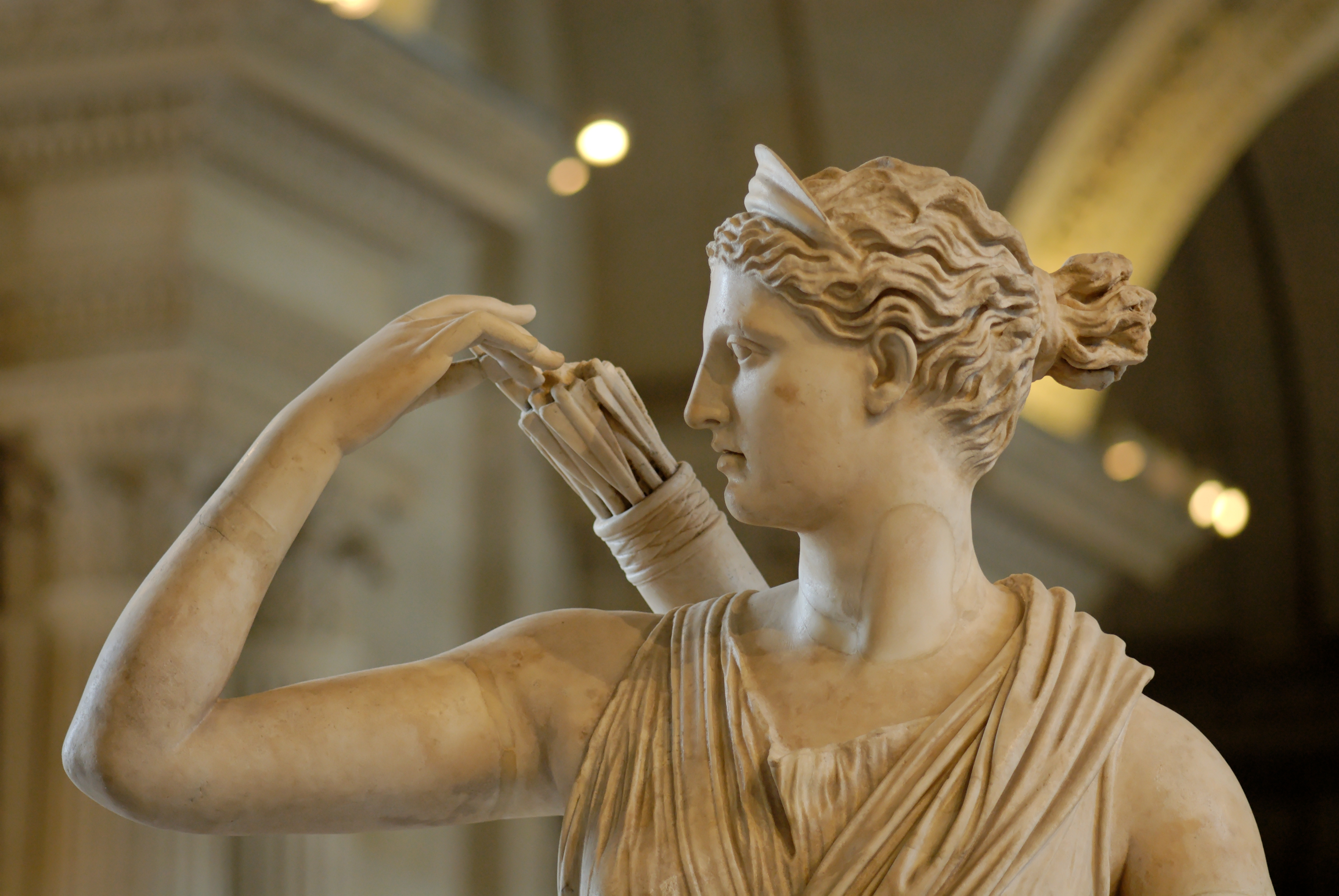
Widok na głowę i ramiona Diany
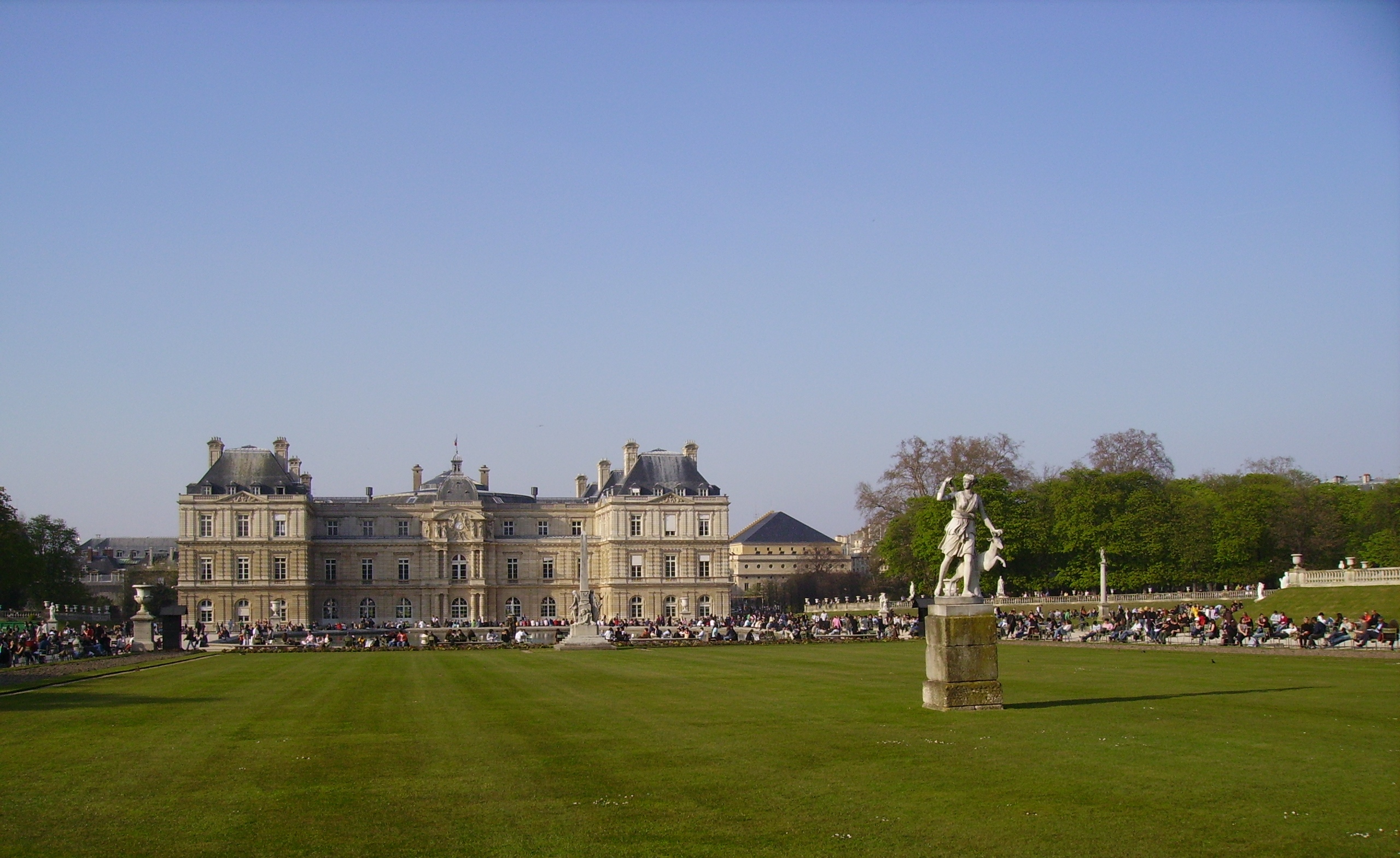
Kopia Diany z Wersalu. W tle Pałac Luksemburski
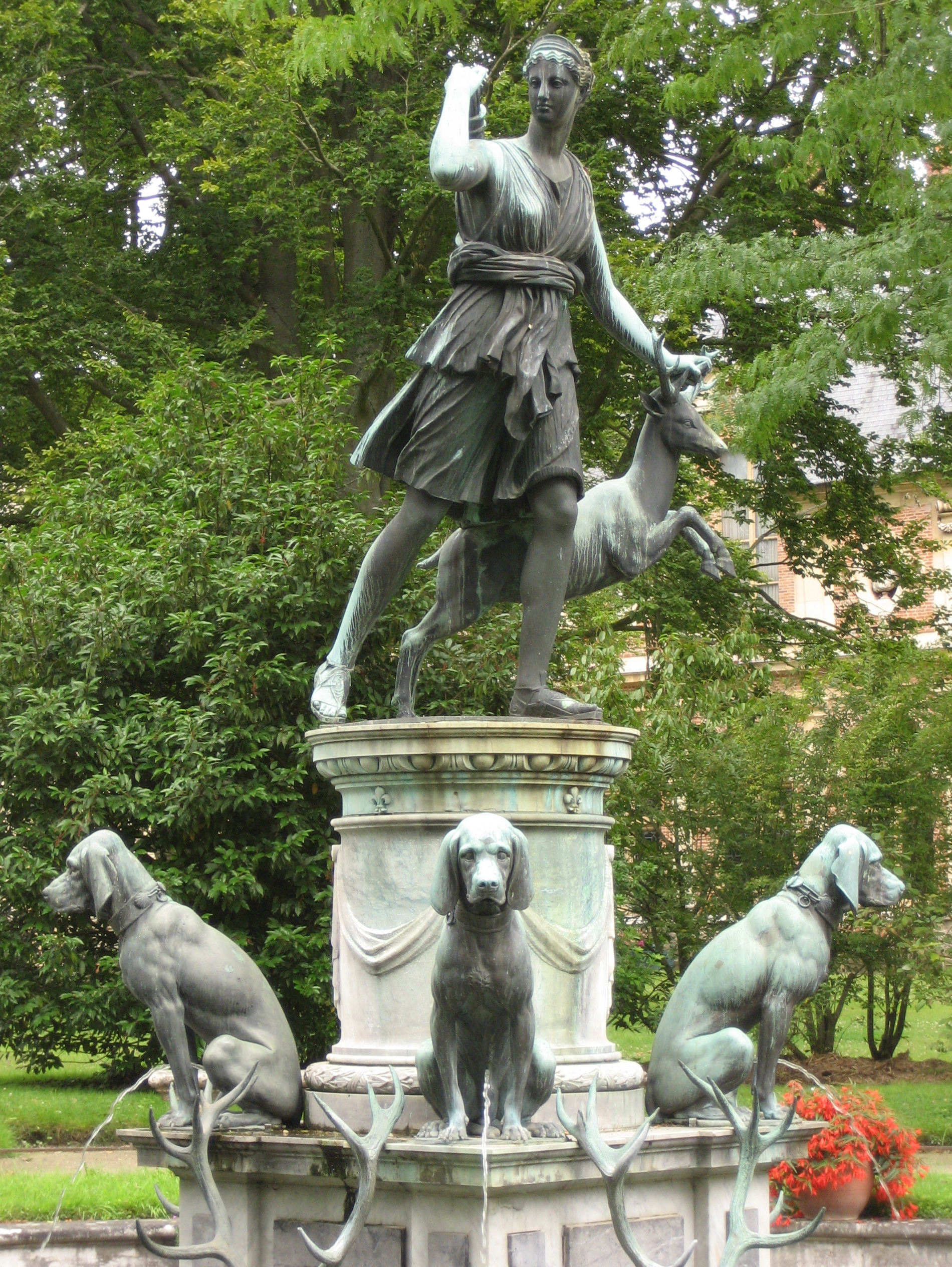
Brązowa kopia Diany Wersalskiej z roku 1813 w ogrodach zamku Fontainebleau
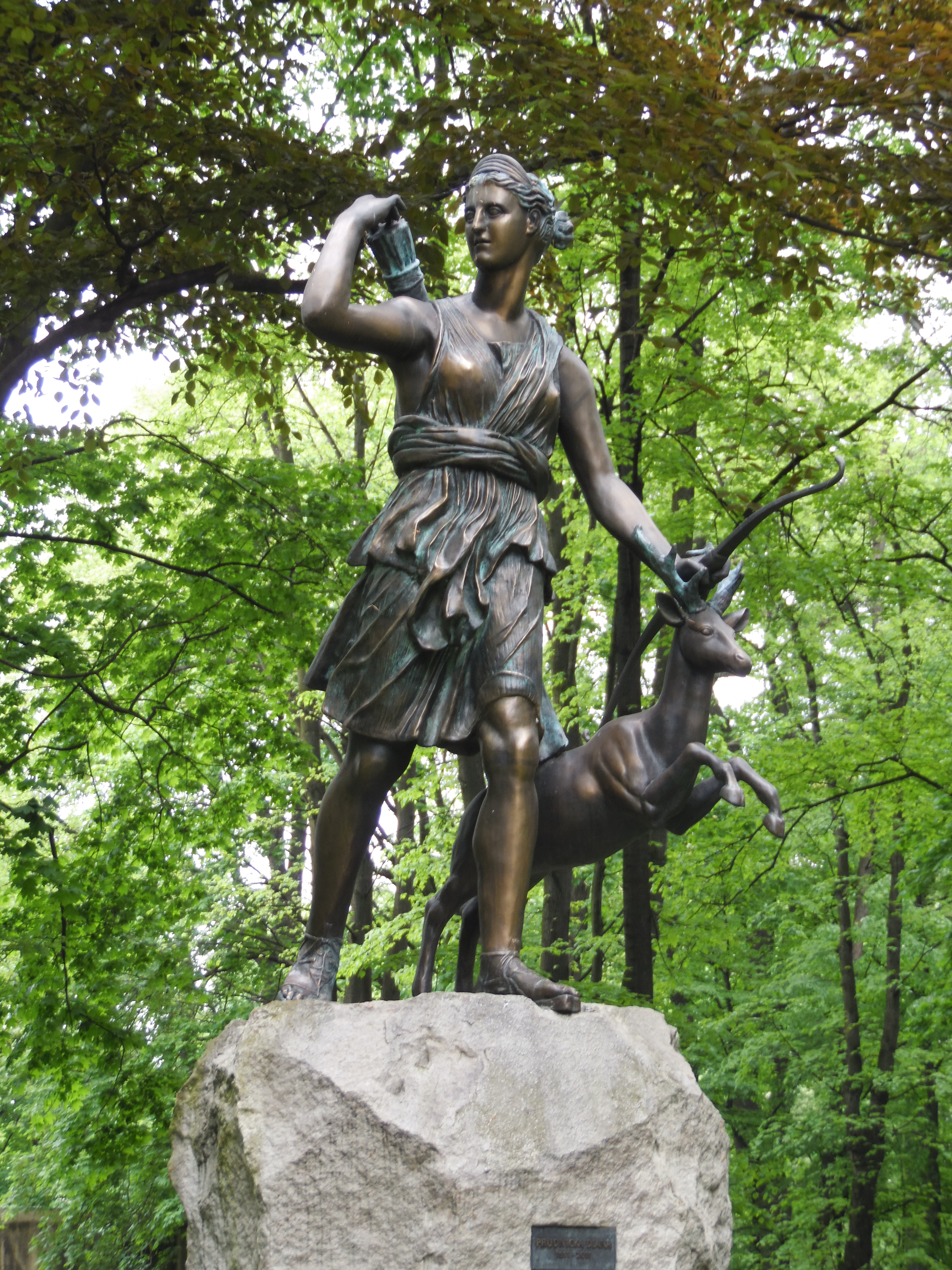
Kopia Diany Wersalskiej w Parku Miejskim w Prudniku